# Lampona cumberland
Lampona cumberland is een spinnensoort uit de familie Lamponidae. De soort komt voor in Victoria.